# Reinhold Coenen

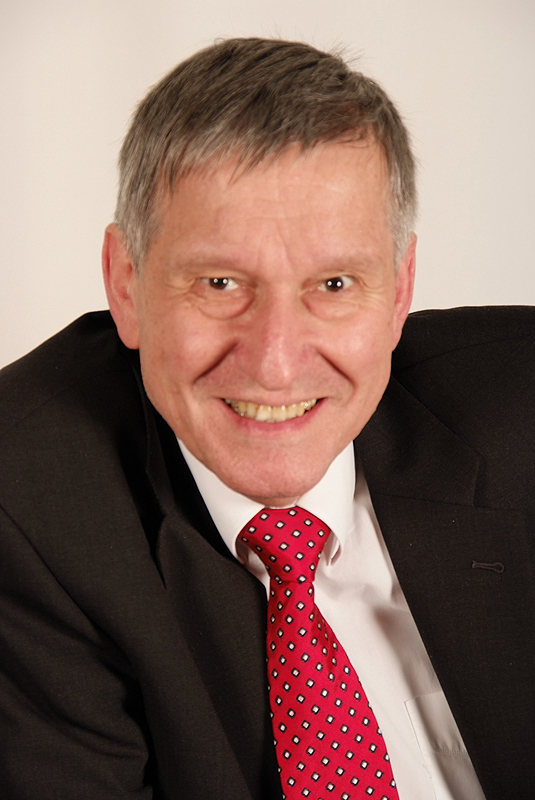
Reinhold Coenen im November 2009

Reinhold Coenen (* 31. Dezember 1941 in Ankum; † 4. Oktober 2011 ebenda) war ein deutscher Politiker (CDU) und Abgeordneter des Niedersächsischen Landtages.

## Ausbildung und Beruf
Reinhold Coenen besuchte die Volksschule und die Mittelschule in Ankum. Nach der Mittleren Reife absolvierte er eine Ausbildung als Drogist und Kaufmann. Ab 1962 war er im elterlichen Einzelhandelsbetrieb tätig, den er 1993 übernahm. Seit 1954 engagierte er sich in der Jugendarbeit und war  Vorsitzender des Kreisjugendringes Osnabrück-Land. Er war römisch-katholisch.

## Politik
Seit 1965 war Coenen Mitglied der Jungen Union, 1968 trat er in die CDU ein. Er war Vorsitzender des CDU-Gemeindeverbandes Ankum-Eggermühlen-Kettenkamp und als Schatzmeister Mitglied des Vorstandes des CDU-Kreisverbandes Osnabrück-Land. Seit 1972 war Reinhold Coenen Ratsherr der Samtgemeinde Bersenbrück. Von November 1991 bis November 2001 war er hier als Samtgemeindebürgermeister tätig. Von 1976 bis 1981 war er Mitglied im Rat der Gemeinde Ankum. Von 2001 bis 2006 war er Bürgermeister der Gemeinde Ankum. 
Reinhold Coenen gehörte von 1994 bis zu seinem Tode dem Niedersächsischen Landtag an. Dort war er Mitglied des Ausschusses für Inneres und Sport, seit 2003 dessen Vorsitzender. Für Coenen rückte Harald Noack in den Landtag nach.

## Sonstige Ämter
Coenen war Mitglied des Aufsichtsrates der Baugenossenschaft Osnabrücker Land eG, Verbandsvorsteher des Wasserverbandes Bersenbrück, stellvertretendes Mitglied  im Aufsichtsrat der Niedersachsenpark GmbH, Aufsichtsratsmitglied der Alfsee GmbH und Mitglied im Kuratorium des Marienhospitals Ankum-Bersenbrück.